# Přijetí eura

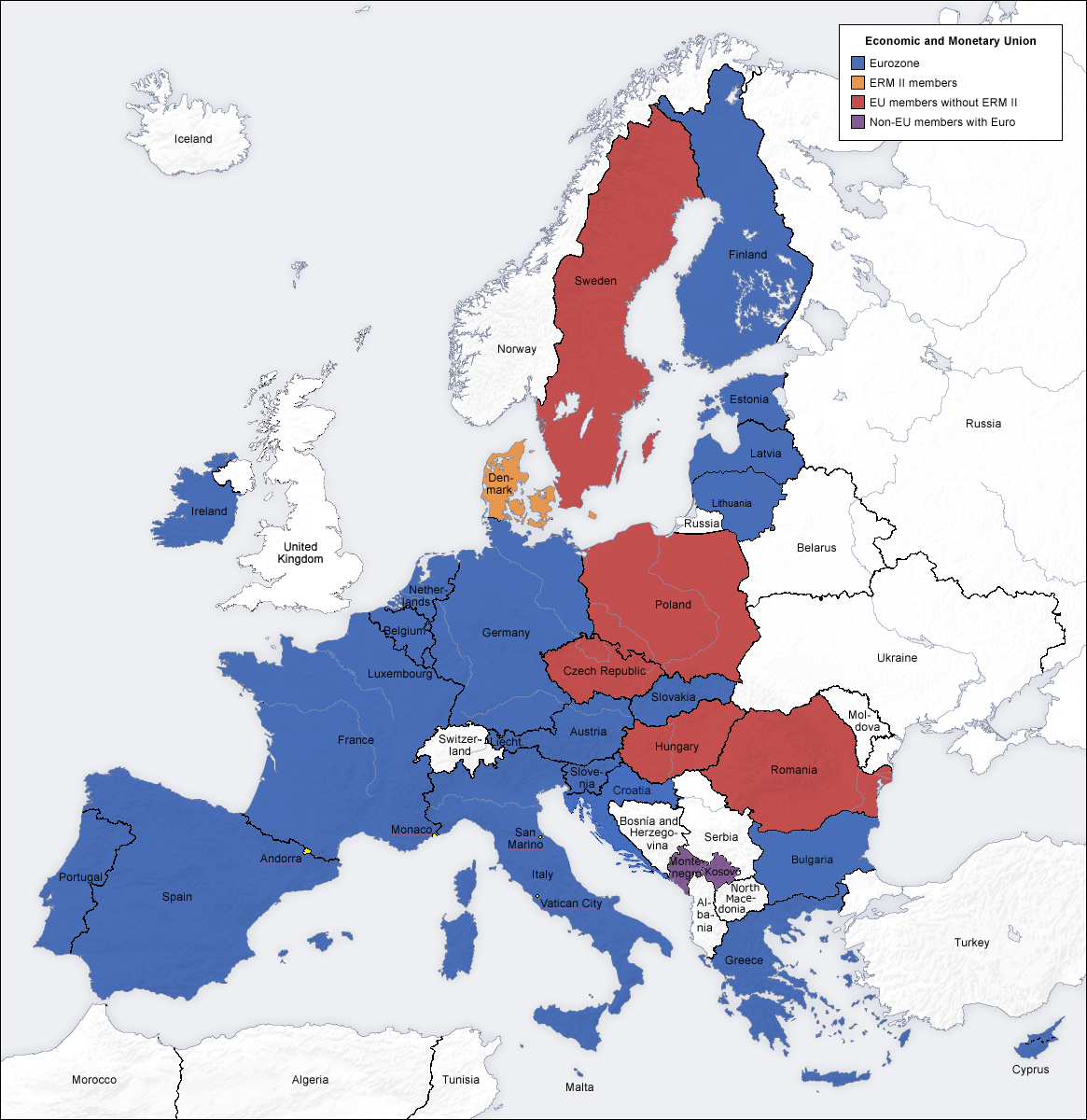
Evropské země používající euro jako svou měnu
členské státy eurozóny
země EU zapojené do ERM II
země EU mimo ERM II
státy mimo EU používající euro

Přijetí eura je proces, při kterém se stát zřekne vlastní měny ve prospěch jednotné evropské měny eura. Může tomu tak být při přijetí země do tzv. eurozóny (což je v podstatě nejčastější případ), nebo na základě mezinárodních dohod (potom není pohlíženo tak přísně na ekonomickou situaci země). Základní podmínky pro vstup do eurozóny a přijetí eura jsou tzv. Maastrichtská kritéria, která přesně stanoví, jaké ukazatele musí země dodržet v oblasti např. stability měny, či inflace.
Kromě ekonomických ukazatelů je přijetí eura také významná událost k diskuzi v příslušných zemích, ne všechny státy EU vyslovily jasný zájem na společné měně; například Dánsko a Švédsko mají rezervovaný postoj a Spojené království ji do svého odchodu z EU odmítalo. Dánsko i Švédsko chystají referendum o přijetí eura. Jednou z podmínek pro přijetí eura je minimálně dvouleté setrvání v ERM II (k červenci 2020 jsou zapojeny měny Dánska, Chorvatska a Bulharska). Všechny členské státy Evropské unie s výjimkou Dánska jsou dle evropského práva povinny přijmout euro jako svou měnu. Není však stanoven žádný pevný termín, do kterého by příslušné členské státy musely euro přijmout jako svou měnu.

## Přijetí eura v Česku
Vstupem do Evropské unie se Česká republika také zavázala přijmout jednotnou evropskou měnu, jakmile budou splněna požadovaná maastrichtská kritéria. Např. v roce 2014 byla spuštěna petice proti přijetí eura, ve které poslanci ODS žádali vládu, aby vyjednala výjimku v přijetí eura pro Česko.
Dvě z maastrichtských kritérií ČR v roce 2023 neměla splněná. Konkrétně nebylo splněno cenové kritérium a kritérium fluktuace měnového kurzu. Vlastní ekonomická připravenost ČR na přijetí eura výrazněji nepokročila.
- Cenová stabilita: 12měsíční průměr HICP inflace do 1,5 proc. bodu nad referenční hodnotou, která je průměrem tří zemí s nejnižší inflací – Nesplněno.
- Vládní deficit do 3 % HDP – Nesplněno. V roce 2023 očekávalo MF ČR hodnotu salda -3,6 % HDP.
- Veřejný dluh do 60 % HDP – Splněno, dluh byl 44,7 % (2023).
- Stabilita měnového kurzu: minimálně dvouletý pobyt v ERM II bez porušení ±15,0% fluktuačního pásma a devalvace centrální parity. – Nesplněno, Česko nebylo v ERM II.
- Úrokové míry: 10leté vládní dluhopisy s úrokovou mírou do 2 procetních bodů nad průměrem vládních dluhopisů tří zemí s nejlepší cenovou stabilitou (tedy do 4,7) – Splněno.